# Programa Gemini

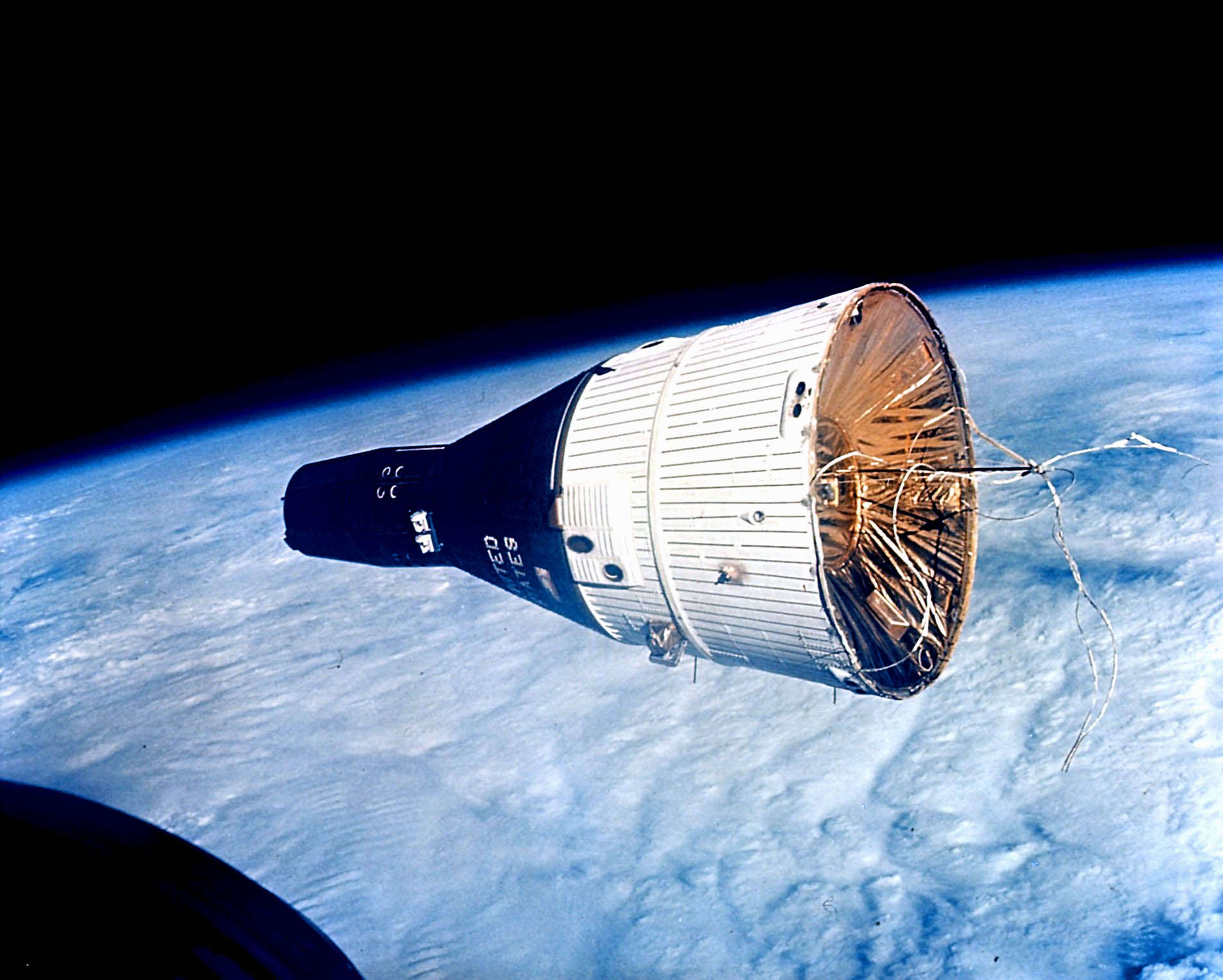
Gemini 6 visto desde el Gemini 7.

El Programa Gemini fue el segundo programa espacial tripulado de los Estados Unidos, desarrollado a principios de la década de 1960 en el marco de la carrera espacial con la Unión Soviética. El proyecto comenzó en 1965 después de que la agencia espacial estadounidense NASA finalizara su primer programa de vuelos espaciales: el pionero programa Mercury, el cual había logrado colocar en órbita terrestre a los primeros astronautas estadounidenses.
El programa Gemini, a diferencia de su antecesor y su subsiguiente continuación con el Programa Apolo, no produjo tanta euforia en la opinión pública a pesar de que los desarrollos alcanzados en este proyecto serían de vital importancia para el desarrollo de las futuras misiones Apolo y la meta de llevar al ser humano a la Luna.

## Alcances del programa
El programa Gemini fue oficialmente anunciado al público el 3 de enero de 1962 cuando el programa Apolo ya estaba en una avanzada etapa de desarrollo. Su meta general fue ganar experiencia en la exploración espacial para poder llevar al ser humano a la Luna antes de que finalizara la década, como había anunciado el presidente John Fitzgerald Kennedy en su famoso discurso en la Universidad Rice, en septiembre de 1962. Tenía como objetivos puntuales practicar maniobras y conocer la capacidad de resistencia de los astronautas, así como de las naves. Igualmente era necesario probar técnicas de acoplamiento y alineación así como realizar múltiples ejercicios extravehiculares (EVA) o "paseos espaciales".

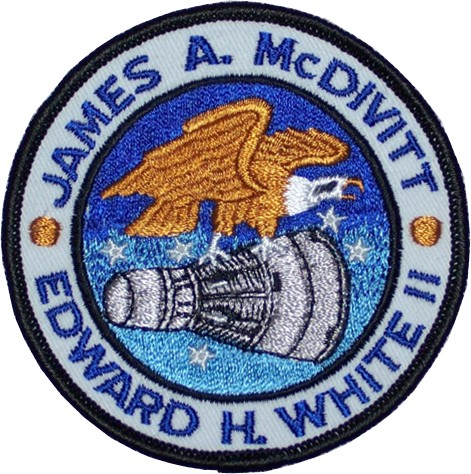
Insignia del Gemini 4.

El propósito principal del programa Gemini era demostrar las posibilidades de encuentro espacial y acoplamiento que serían usadas durante las misiones Apolo cuando el módulo lunar se separara del Módulo de Mando y Servicio de Apolo en órbita alrededor de la Luna, y posteriormente se reuniría con la nave otra vez después de que los astronautas dejaran la superficie lunar. Otro de los objetivos de las misiones Gemini era el de extender la permanencia de los astronautas en el espacio hasta dos semanas. Esto es incluso más de lo que requerían las misiones Apolo.
Durante las misiones Gemini los vuelos espaciales se convirtieron en rutinarios con 10 despegues desde las plataformas de lanzamiento ubicadas en Cabo Cañaveral, Florida en menos de 20 meses. Durante este programa, el Centro de Vuelos Espaciales (llamado Centro espacial Lyndon B. Johnson desde 1973) en las afueras de Houston, Texas, actuaría como Control de Misión.
Las operaciones de vuelo eran eficientes y rápidas debido a las breves ventanas de vuelo (el tiempo adecuado para un lanzamiento), que en el caso de la ventana para la Gemini XI duró solamente 2 segundos, tiempo establecido para un encuentro exitoso con las naves objetivos ubicadas en órbita.

## Características de la nave
La nave Gemini era una versión mejorada de las Mercury y originalmente habían recibido el nombre de Mercury Mark II. Las mejoras se dieron tanto en el tamaño como en las capacidades de control. Las Gemini tenían un peso de más de 3.628,72 kilogramos, el doble de las Mercury. Pero por otra parte, a pesar de tener un aumento en el espacio de cabina del 50% esta debía ser ocupada por dos astronautas en vez de uno como en las misiones Mercury. Otra de las diferencias de las naves Gemini es que poseían asientos eyectables en reemplazo de la torre de salvamento de las Mercury, además poseían mayor espacio de almacenamiento para las misiones de larga duración, las cuales requerían células de combustible en reemplazo de baterías para la generación de energía eléctrica.
A diferencia de las Mercury, que sólo podían cambiar su orientación en el espacio, las Gemini tenían que usar las capacidades de maniobra orbital para el reencuentro con otra nave. Las Gemini tenían que desplazarse para adelante, hacia atrás, cambiar la orientación e incluso la órbita. Debido a la complejidad de las maniobras de reencuentro, las naves requerían la presencia de dos astronautas y el uso de las primeras computadoras a bordo para realizar complicados cálculos que ayudarían a establecer un reencuentro exitoso.
Las naves utilizaron los vehículos de lanzamiento Titan II. El objetivo de reencuentro en una etapa avanzada era una Agena no tripulada, la cual era lanzada delante de la Gemini. Después de reunirse en órbita con su nave objetivo, la nariz de la Gemini se fijaba a un cuello de acoplamiento en la Agena.
Para evitar retrasos en los vuelos Gemini, las naves eran de fácil mantenimiento y poseían subsistemas que podían ser reemplazados. Un módulo adaptador fijado a la parte trasera de la cápsula (el cual era expulsado antes de la reentrada) contenía oxígeno, combustible, y otros artículos de consumo.

## Misiones Gemini
| Nombre oficial | Nave      | Fecha de lanzamiento     | Vehículo de lanzamiento | Tripulación                       | Objetivo(s) y datos de interés | Resultado            | Insignia | Duración                                  |
| -------------- | --------- | ------------------------ | ----------------------- | --------------------------------- | --- | -------------------- | -------- | ----------------------------------------- |
| Gemini 1       | Gemini 1  | 8 de abril de 1964       | Titan II                | No tripulada                      | Misión de prueba | Exitoso              | -        | -                                         |
| Gemini 2       | Gemini 2  | 19 de enero de 1965      | Titan II                | No tripulada                      | Vuelo suborbital para probar el escudo térmico de reentrada | Exitoso              | -        | -                                         |
| Gemini 3       | Gemini 3  | 23 de marzo de 1965      | Titan II                | Virgil I. Grissom, John W. Young  | Primer vuelo tripulado del programa Gemini | Exitoso              |          | 4 horas, 52 minutos, 31 segundos          |
| Gemini 4       | Gemini 4  | 3 de junio de 1965       | Titan II                | James McDivitt, Edward White      | Primer paseo espacial de Estados Unidos, realizado por White, duró 22 minutos | Exitoso              |          | 4 días, 1 hora, 56 minutos, 12 segundos   |
| Gemini 5       | Gemini 5  | 21 de agosto de 1965     | Titan II                | Gordon Cooper, Charles Conrad     | Maniobras de acoplamiento. Primer uso de células de combustible para obtener energía eléctrica | Exitoso              |          | 7 días, 22 horas, 55 minutos, 14 segundos |
| Gemini 7       | Gemini 7  | 4 de diciembre de 1965   | Titan II                | Frank Borman, James A. Lovell     | Primer acercamiento entre dos naves tripuladas. Uso como objetivo de alineación para Gemini VI. Rastreo de misiles balísticos desde la órbita con instrumentos infrarrojos. Récord de duración de nave espacial | Exitoso.             |          | 13 días, 18 horas, 3 minutos, 1 segundo   |
| Gemini 6A      | Gemini 6A | 15 de diciembre de 1965  | Titan II                | Walter Schirra, Thomas Stafford   | Primer alineación entre dos naves especiales tripuladas, con Gemini VII | Exitoso              |          | 1 día, 1 hora, 51 minutos, 24 segundos    |
| Gemini 8       | Gemini 8  | 16 de marzo de 1966      | Titan II                | Neil Armstrong, David Scott       | Primer acoplamiento con otra nave, con Agena, nave no tripulada. Maniobras, y paseo espacial. Primer aterrizaje de emergencia de una nave estadounidense tripulada | Exitoso parcialmente |          | 10 horas, 41 minutos, 26 segundos.        |
| Gemini 9A      | Gemini 9A | 3 de junio de 1966       | Titan II                | Thomas Stafford, Eugene A. Cernan | Acoplamiento con la etapa Agena, maniobras, y paseo espacial. Tres tipos diferentes de alineación. Intento de acoplamiento abortado por problemas con el vehículo de destino, al presentarse problemas con el Adaptador Aumentado de Acoplamiento (ATDA) (al cual los astronautas de la misión Stafford y Carnan apodaron "cocodrilo enfadado") | Exitoso parcialmente |          | 3 días, 2 horas                           |
| Gemini 10      | Gemini 10 | 18 de julio de 1966      | Titan II                | John W. Young, Michael Collins    | Acoplamiento con la etapa Agena, maniobras, y paseo espacial. Primer uso de los sistemas de propulsión de vehículo de destino Agena. Alineación de vehículo con destino Gemini VIII. Paseo por 49 minutos desde la escotilla | Exitoso              |          | 2 días, 22 horas, 46 minutos, 39 segundos |
| Gemini 11      | Gemini 11 | 12 de septiembre de 1966 | Titan II                | Charles Conrad, Richard Gordon    | Acoplamiento con la etapa Agena, maniobras, y paseo espacial. Altitud récord de Gemini de 1,189.3 km, alcanzada usando el sistema de propulsión Agena tras alineación y acoplamiento | Exitoso              |          | 2 días, 23 horas, 17 minutos, 8 segundos  |
| Gemini 12      | Gemini 12 | 11 de noviembre de 1966  | Titan II                | James A. Lovell, Edwin Aldrin     | Acoplamiento con la etapa Agena, maniobras, y paseo espacial. Último vuelo de Gemini. Récord de paseo espacial de 5 horas con 30 minutos | Exitoso              |          | 3 días, 22 horas, 34 minutos, 31 segundos |

## Legado de las misiones

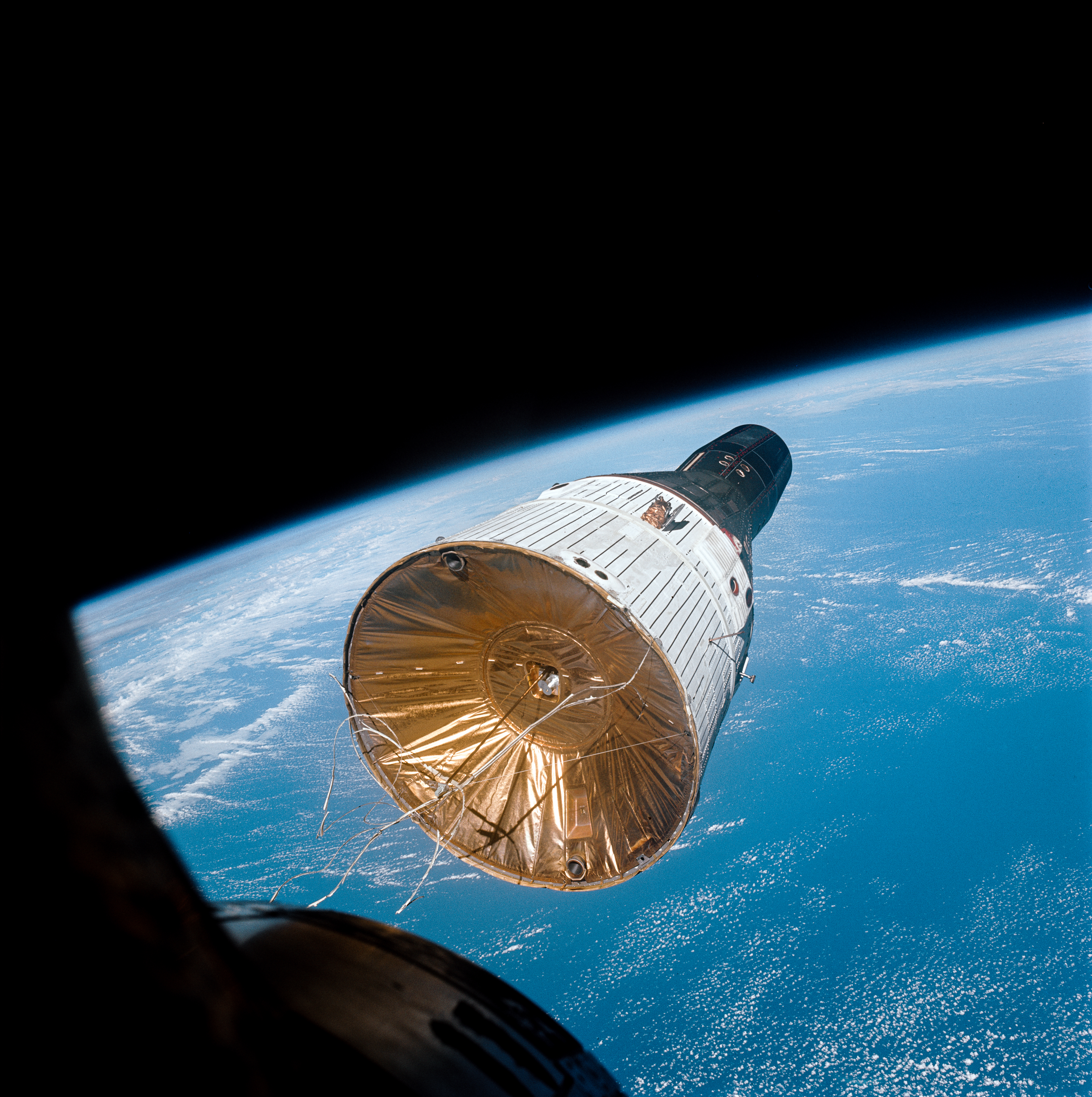
Gemini 6A avistando Gemini 7, 1965 (NASA).

La importancia de las misiones Gemini radicó en que les dio a los astronautas estadounidenses la oportunidad de aprender acerca de cómo trabajar y dormir en el espacio en condiciones de poca comodidad. También fue durante estas misiones cuando los astronautas de la NASA empezaron a realizar los primeros paseos espaciales, siendo el primero de los realizados por un astronauta estadounidense el realizado por Ed White durante la misión del Gemini IV.
Hacia el final de las misiones Gemini las operaciones de encuentro y acoplamiento ya eran rutinarias y para aquel entonces, se había confirmado que la vida de los astronautas en el espacio podía llevarse a cabo sin mayores inconvenientes.
Otra de las contribuciones del programa Gemini fue la cantidad de experimentos científicos realizados en el espacio acerca de las condiciones del medio espacial y la fotogeografía de la Tierra. La última misión fue la Gemini XII lanzada el 11 de noviembre de 1966 y terminada el 15 del mismo mes con los astronautas James A. Lovell, Jr. y Edwin E. Buzz Aldrin.
En total, se completaron casi 1000 horas de vuelo espacial.

## Otros proyectos

### Gemini Saturno I
En primavera de 1965
, tras la cancelación de los vuelos del programa Apolo usando el cohete Saturno I, se estudió el uso de este lanzador para enviar una nave Gemini alrededor de la Luna. La misión habría tenido lugar para rellenar el hueco entre el final de los vuelos Gemini y el comienzo de los Apolo con el cohete Saturno IB o en el caso de que las misiones Apolo sufriesen algún contratiempo y hubiese riesgo de que los soviéticos se adelantasen en la carrera lunar. Para realizar el vuelo lunar se habría añadido una etapa Agena o Centauro al Saturno I. Finalmente la idea fue desechada dados los intereses de Wernher von Braun y otros impulsores del programa Apolo para que no se desviasen esfuerzos hacia otros proyectos. El 8 de junio de ese año la NASA publicó instrucciones para que cualquier estudio sobre vuelos circumlunares relacionados con las naves Gemini fuese limitado a estudios internos, prohibiendo establecer contratos para estudios por parte de compañías externas.

### Gemini Saturno IB
También se propuso el mismo esquema de vuelo circumlunar con una nave Gemini para estudiar el Mar de la Tranquilidad antes de los alunizajes de las misiones Apolo, pero utilizando un cohete Saturno IB y una etapa superior Centauro. El equipamiento científico consistiría en un conjunto de cámaras situado en el frontal de la nave. La idea fue también desechada para no desviar esfuerzos del programa Apolo.

### Gemini Saturno V
Adicionalmente al vuelo circumlunar, se propuso una versión de Gemini para orbitar la Luna utilizando un Saturno V y explorar en más detalle las posibles zonas de alunizaje de las misiones Apolo. Se utilizaría una etapa Agena para la inyección en órbita lunar y el regreso a la Tierra. El perfil de la misión implicaría un vuelo de 68 horas desde órbita baja terrestre hasta la órbita lunar, y otras 68 horas de vuelta, con un periodo de 24 horas de exploración lunar desde una órbita de 18x144 km mediante cámaras instaladas en el frontal de la nave. La idea fue también desechada para no desviar esfuerzos del programa Apolo.

### Gemini LORV
El concepto LORV (Lunar Orbit Rescue Vehicle) fue estudiado como medio para realizar un hipotético rescate de una misión Apolo que hubiese quedado inmovilizada en órbita lunar. La nave Gemini de rescate, que sería una versión con un módulo de reentrada de tamaño aumentado, habría sido lanzada por un Saturno V y entraría en órbita lunar para reunirse con la nave Apolo averiada, cuyos tripulantes pasarían haciendo una caminata espacial a la nave Gemini. La nave Gemini partiría entonces de regreso a la Tierra. El concepto finalmente fue rechazado a favor del esquema de rescate en superficie lunar, más flexible.